# Delta Apodis
Delta Apodis (δ Aps, δ Apodis) è una stella della costellazione dell'Uccello del Paradiso.
È una stella doppia ma non è ancora chiaro se le due componenti siano legate gravitazionalmente, di certo mostrano un moto proprio comune. 
È formata da una gigante rossa di magnitudine 4,68 (δ¹ Apodis), classificata come variabile irregolare, e da un altro di magnitudine 5,27 dal colore arancione (δ² Apodis), distano rispettivamente 770 e 663 anni luce dalla Terra.